# Chrysolopus
Chrysolopus ist eine Gattung der Rüsselkäfer (Curculionidae) innerhalb der Unterfamilie Cyclominae. Die Käfer sind in Südostasien und Australien verbreitet.

## Merkmale
Die Arten der Gattung Chrysolopus zeichnen sich durch kurze und kräftige Antennen, einen länglichen Rüssel, ovale und niedrig stehende Facettenaugen, einen länglichen und konvexen Halsschild sowie ebenfalls längliche Deckflügel aus. Die Farbgebung variiert von pechschwarz bis leuchtend grün.

## Systematik
Die Gattung wurde von Ernst Friedrich Germar im Jahr 1817 aufgestellt und ist bis heute anerkannt. Der Gattungsname leitet sich aus den altgriechischen Worten χρύσος und λόπις ab und bedeutet übersetzt „goldgrün geschuppt“. Germar gliederte in diese Gattung als einzige Art den Rüsselkäfer Chrysolopus spectabilis ein, der vorher unter dem Namen Curculio spectabilis bekannt war. Im folgenden Jahrzehnt wurden der Gattung elf weitere Arten zugeordnet:
- Chrysolopus bicristatus (Dejean, 1821)
- Chrysolopus echidna (Dejean, 1821; MacLeay, 1827)
- Chrysolopus forströmi (Billberg, 1820)
- Chrysolopus gibbosus (Billberg, 1820)
- Chrysolopus prodigus (Germar, 1817)
- Chrysolopus quadridens (MacLeay, 1827)
- Chrysolopus rohrii (Billberg, 1820)
- Chrysolopus schoenherri (Billberg, 1820)
- Chrysolopus spectabilis (Germar, 1817)
- Chrysolopus spengleri (Billberg, 1820)
- Chrysolopus tamarisci (Billberg, 1820)
- Chrysolopus tuberculatus (Dejean, 1821)